# Chicoreus florifer
Chicoreus florifer är en snäckart som först beskrevs av Arthur Adams 1855.  Chicoreus florifer ingår i släktet Chicoreus och familjen purpursnäckor. Inga underarter finns listade i Catalogue of Life.